# Suró
Suró är ett berg i Spanien.   Det ligger i provinsen Província de Tarragona och regionen Katalonien, i den östra delen av landet, 400 km öster om huvudstaden Madrid. Toppen på Suró är 808 meter över havet.
Terrängen runt Suró är kuperad åt sydväst, men åt nordost är den platt. Runt Suró är det glesbefolkat, med 10 invånare per kvadratkilometer. Närmaste större samhälle är Cervera, 11,2 km norr om Suró. Trakten runt Suró består till största delen av jordbruksmark.